# Anolis olssoni
Anolis olssoni е вид влечуго от семейство Dactyloidae. Видът е незастрашен от изчезване.

## Разпространение
Разпространен е в Доминиканска република и Хаити.